# مدينة كونان
مدينة كونان (باليابانية: コナン町)  هي مدينة صغيرة تأسست في أكتوبر من عام 2005، وتقع في بلدة هوكاي.[A] في محافظة توتوري، جنوب جزيرة هونشو، وهي مدينة جميلة ذات طابع ياباني خاص وطبيعة مريحة للنفس. حيث تأخذ اليابان شخصيات رسومها المتحركة على محمل الجد حيث حولت أرض صغيرة في بلدة هوكاي في محافظة توتوري التي ولد فيها غوشو أوياما كاتب حلقات المسلسل إلى متحف ومزار سياحي يحتفي بشخصيات المسلسل.
وهذه المدينة الصغيرة المصنوعة داخل البلدة والتي هي جزء من مدينة توتوري تحتضن جسر كونان الذي تقف فيه بعض تماثيل شخصيات المسلسل.

## محتوى المدينة
و تحتوي المدينة على:
- خريطه للترحيب بزوار المدينة وتوضيح أبرز الأماكن وهي موجوده خارج محطة يور.
- سوق كونان: يتيح للزوار شراء كل ما يتعلق بشخصيات كونان من ملصقات ومجلات وقمصان وأكواب وقرطاسية وهدايا تذكارية.
- متحف كونان: لمعرفة الكثير عن تاريخ تلك الشخصية وتاريخ رسامها ومبتكرها.
- مكتبة كونان: لقراءة حكايات كونان أو تصفحها خاصة ممن يجهلون اللغة اليابانية.[10]
- تماثيل كونان:يوجد عدد هائل من التماثيل البرونزية متقنة الصنع على هيئة كونان في معظم الشوارع، واللوحات الإرشادية والإعلانية التي تحمل صور أغلب الشخصيات الرئيسية في المسلسل. تحمل التماثيل صور لشخصيات كل من “كونان”، “ران”، “سينشي”، “هيبارا”، وبقية شخصيات مسلسل كونان.
- وسائل النقل العام الكبيرة المميزة بصور لشخصيات مسلسل كونان ورفاقه بأحجام كبيرة جذابة على كسائها الفولاذي.